# Armand Strainchamps
Armand Strainchamps   (Dudelange, 19 de març de 1955 - 22 de novembre de 2023) va ser un productor, director de cinema, escultor i pintor luxemburguès.

## Filmografia
- A Wopbopaloobop A Lopbamboom
- Diddeleng, 100 Joer, 100 Gesiichter